# Нікмепа (цар Алалаха)
Нікмепа (Нікміепух) (*2-а пол. XV ст. до н. е.) — цар держави Мукіш (Алалаха).

## Життєпис
Син царя Ідрімі. Посів трон після смерті брата — царя Адад-нірарі. За різними версіями посів трон між 1465 і 1450 роками до н. е. На той час влада Мітанні в Північній Сирії була підірвана походами єгипетського фараона Тутмоса III. Ймовірно, Нікмепа визнав його зверхність. Це надало можливість позбавитися мітанніської залежності. Про амбіції Нікмепи свідчить факт, що він став титулювати себе також як цар Халапу (давній столиці свого роду), прийнявши ім'я Нікміепух II як продовжувач лінії царів Ямхаду. При цьому в текстах угод значиться як правитель мукішу, а на печатці зазначено його як царя Алалаха.
Втім в подальшому ймовірно декілька разів повстав проти влади єгиптян. В розрізі цього проводив відповідну дипломатичну політику. Відновив номінальну залежність від Мітанні (про це свідчать скарги цюра Мітанні на дії Нікмепи), уклав союзний договір з Ір-Тешубом, царем Туніпа, який був одним з провідних противників Єгипту в Сирії. Укладання такої угоди без згоди і гарантій мітаніського царя свідчить про незалежний статус володаря Мукіша.
Згодом переніс столицю держави з Алалаха до Халапу, чим остаточно закріпив відновлення потуги свого роду і держави. При цьому, напевне, вправно використовував протистояння Мітанні і Єгипту. Помер близько 1400 року до н. е. Йому спадкував син або внук Ілім-Ілімма.